# Fan Pengfei
Fan Pengfei(Zhengzhou, Henan,15 de febrero de 1992) es una cantante china de género pop.

## Carrera
Fan Pengfei no ha recibido formación musical desde que era un niño, y estudió creación musical en su tiempo libre en la universidad. Después de graduarse de la universidad, Fan Pengfei se tomó un tiempo todos los días para escribir letras y melodías en su tiempo libre. Fan Pengfei realizó el primer concierto del álbum "Li Family Girl" (李家姑娘) en Zhengzhou y se unió a Aidou Music el 13 de abril de 2014. Fan Pengfei y Zhang Fangli lanzaron el sencillo musical "No Phase Separation" (不相分离) el 19 de mayo de 2014. Fan Pengfei lanzó el sencillo "Between You and Me"（你我之间）El 22 de noviembre de 2021. Fan Pengfei ganó el premio Lyricist Award for Singing 2021 Chinese Music el 10 de enero de 2022. Fan Pengfei participó en el servicio voluntario comunitario de pruebas de ácido nucleico en Zhengzhou, Henan, el 14 de marzo de 2022.

## Discografía

### Álbumes
- 1- 不疼我 (2012.6.28)
- 2- 挟天子以令诸侯 (2013.3.3)
- 3- 李家姑娘 (2014.3.15)
- 4- 一起去流浪 (2014.10.21)

### Lista de canciones
- 1- 她的猫 (2013.9.18)
- 2- 升达欢迎您 (2013.11.21)
- 3- 不相分离 (2014.5.21)
- 4- 芊芊子吟 (2014.11.1)
- 5- 小栈外 (2014.11.21)
- 6- 旧故里 (2015.1.19)
- 7- 邂逅 (2015.6.11)
- 8- 秋风剪 (2017.2.14)
- 9- 指间音符 (2022.2.17)